# Smash!!
Smash!!(рус. СМЭШ!!) је била руска поп група, ocнована 2000. године. Састав су чинили Сергеј Лазарев и Влад Топалов. Своју највећу популарност стекли су међу тинејџерима у Русији и Југоисточној Азији. Свој први сингл  објавили су 2002, а исте године су победили на фестивалу Новая волна(Нови талас), популарном у Русији. Распали су се 2006. године.

## Биографија

### Почетак
Група је ocнована 2000. године. Идеја је настала још док су Сергеј и Влад били чланови дечје групе Њипасед, а пројекат је реализован када је Владова мајка предложила да сниме арију из мјузикла Notre Dame de Paris, као поклон за рођендан његовог оца. Своју највећу популарност стекла је међу тинејџерима у Русији и Југоисточној Азији. Свој први сингл  објавили су 2002, а исте године су победили на фестивалу Нови Талас, популарном у Русији. Песма је постала хит и на самом врху топ листа задржала се шест месеци. 1. децембра 2004, издали су и последњи албум 2nite. Сергеј је групу напустио исте године и започео успешну соло каријеру, потписавши уговор са издавачком кућом Style Records. Група се званично распала 2006. године.

## Дискографија

### Албуми
- Freeway(2003)
- 2Nite (2004)
- Evolution (2005)

### Синглови
- Should Have Loved You More (2002)
- Belle (2002)
- Talk to Me (2003)
- Freeway (2003)
- Obsession (2004)
- Faith (2004)
- The Dream (2005)